# 합천평화고등학교
합천평화고등학교(陜川平和高等學校)는 대한민국 경상남도 합천군 적중면 황정리에 있는 사립 고등학교이다.

## 학교 연혁
- 1997년 3월 28일 : 원불교 경남교구에서 대안학교 설립 추진에 대한 발의
- 1997년 12월 7일 : 초대 조정중 이사장 취임
- 1997년 12월 30일 : 원경고등학교 설립인가, 3개 학년 동시 모집
- 1998년 3월 1일 : 초대 노윤환 교장 취임
- 1998년 3월 17일 : 원경고등학교 개교, 교직원 19명, 4학급, 학생 52명
- 1999년 2월 12일 : 제1회 졸업식 (졸업생수 8명)
- 2001년 4월 19일 : 5층 기숙사 '미타관' 준공
- 2004년 3월 1일 : 도서관 신축, 특별교실 4실 증축
- 2009년 9월 5일 : 원경고 체육관 ‘여래관’ 개관
- 2011년 10월 14일 : 과목중점형 교과교실제 운영학교 선정
- 2014년 12월 23일 : 급식소 ‘산들바람’ 신축
- 2016년 10월 7일 : 도서관 '책마루' 개축
- 2020년 7월 30일 : '합천평화고등학교'로 교명 변경
- 2022년 3월 1일 : 제8대 안경덕 이사장 취임
- 2022년 12월 24일 : 제25회 졸업식(졸업생 총 738명)
- 2023년 9월 1일 : 제5대 이미경 교장 취임

## 참고 자료
- 합천평화고등학교 - 한국교육학술정보원 학교알리미